# Nikola Džono
Nikola Džono (ur. 14 stycznia 1986 w Metkoviciu) – chorwacki piłkarz ręczny, prawy rozgrywający, od 2015 zawodnik Zagłębia Lubin.
Początkowo gracz Metković Jambo. Występował również w innych klubach chorwackich oraz w Bosni Sarajewo (2004–2005). W sezonie 2005/2006 zadebiutował w rozgrywkach Ligi Mistrzów w barwach RK Zagrzeb. Będąc graczem Perutniny Pipo IPC Cakovec zdobył w sezonie 2006/2007 osiem goli w pucharze EHF, natomiast grając w RK Siscia rzucił w sezonie 2009/2010 osiem bramek w Challenge Cup.
W sezonie 2011/2012 występował w słoweńskim Cimos Koper, zdobywając w jego barwach pięć goli w wygranym meczu Ligi Mistrzów z HCM Constanța (28:24) w lutym 2012. W latach 2013–2014 grał w Stali Mielec. Następnie występował w węgierskim Balmazújvárosi. W 2015 podpisał kontrakt z Zagłębiem Lubin.